# Hotel Chevalier
Hotel Chevalier es un cortometraje escrito y dirigido por Wes Anderson y estrenado el 2007. Protagonizada por Jason Schwartzman y Natalie Portman como examantes que se reencuentran en la habitación de un hotel en París, la película de 13 minutos funciona como un prólogo para el largometraje Viaje a Darjeeling. Fue filmada en un hotel parisino por un pequeño equipo y financiada por Anderson, quien en un principio la planeó como una obra independiente. Su primera exhibición fue en el estreno de la película el 2 de septiembre de 2007 en el Festival Internacional de Cine de Venecia e hizo su propio debut a finales de ese mes en las Apple Store de cuatro ciudades estadounidenses. El día después de su estreno, se puso a disposición de forma gratuita en iTunes Store por un mes, durante el cual se descargó más de 500.000 veces. Hotel Chevalier se convirtió en uno de los más discutidos cortometrajes del año, con una atención popular despertada en particular por la escena de desnudo de Portman. La película cosechó elogios de casi todos los críticos, los cuales la compararon favorablemente con Viaje a Darjeeling y alabaron su riqueza, intensidad y cuidada construcción.

## Argumento
La película comienza en un vestíbulo de hotel, donde el conserje responde a una llamada telefónica de una de las habitaciones de los huéspedes. Está llamando un hombre (Jason Schwartzman), acostado en una cama del hotel con una bata amarilla, viendo la película de guerra estadounidense en blanco y negro Stalag 17 y leyendo el periódico. Después de ordenar servicio a la habitación con un mal acento francés, recibe una llamada de una mujer cuya voz reconoce. Ella le dice que está en camino desde el aeropuerto y le pide su número de habitación. A pesar de objetar que él no le dijo que podía venir, no obstante, el hombre consiente. Luego se apresura a tratar de poner en orden la habitación - hace una pausa para reproducir los primeros compases de la canción "Where Do You Go To (My Lovely)" en su equipo de sonido - y prepara la tina para un baño.
En la siguiente escena, el hombre vuelve a estar en la cama, pero se ha cambiado la bata y viste un traje gris. Escucha llamar a la puerta y vuelve a colocar la canción antes de abrirle la puerta a una mujer (Natalie Portman). Después de mirarlo fijamente durante varios segundos, ella rompe el silencio preguntando qué música está reproduciendo. Al no recibir respuesta, entra en la habitación y le ofrece un ramo de flores al hombre. Cuando se inclina a besarlo en la boca, él vuelve la cabeza y se abrazan en lugar de besarse. Él cierra la puerta y cuando le pregunta cómo lo encontró, ella responde que "no era en realidad tan difícil". Luego ella se pasea alrededor de la sala examinando todas las posesiones de él, utiliza el cepillo de dientes del hombre y no toma el baño que él le había preparado.
Regresando al dormitorio, la mujer se vuelve hacia el hombre y lo enfrenta, preguntando lentamente "¿Qué rayos está pasando?". Él le hace un gesto para reunirse en la cama y ante las preguntas de ella, se revela en la conversación subsiguiente que él ha estado viviendo en la habitación del hotel "más de un mes", y que había intentado escapar de su relación. Se encuentran de nuevo en la cama mirándose el uno al otro antes de ser interrumpidos por la llegada del servicio de habitaciones. Una vez solos de nuevo, los dos se besan y el hombre comienza a desvestir a la mujer. Tienen una conversación incómoda acerca de si habían dormido con otras personas y cuando él se percata de los moretones en el brazo de la mujer después de desnudarla más, ella decide no hacer comentarios al respecto. Acostándose encima de él, ella le dice que no quiere perder su amistad, que lo ama y que nunca quiso hacerle daño. Él responde con frialdad "nunca seré tu amigo", pero la acoge cuando ella lo abraza. "Where Do You Go To (My Lovely)" comienza de nuevo y el hombre le ofrece mostrarle su vista de París.
En la siguiente toma, la cámara recorre la habitación en cámara lenta, mostrando a la mujer apoyada contra un armario, el hombre acercándose y cubriendo el cuerpo desnudo de ella con la bata amarilla, y los dos moviéndose hacia la ventana. Después de salir en el balcón, el hombre saca un palillo de dientes de su bolsillo y se lo da a ella asintiendo con la cabeza. Después de mirar el panorama otro par de segundos, ella toca el cuello del hombre ligeramente y vuelven al interior de la habitación. La vista de la cámara se mueve y se hace evidente que la visión está completamente bloqueada por otra ala del hotel.

## Filmación y producción

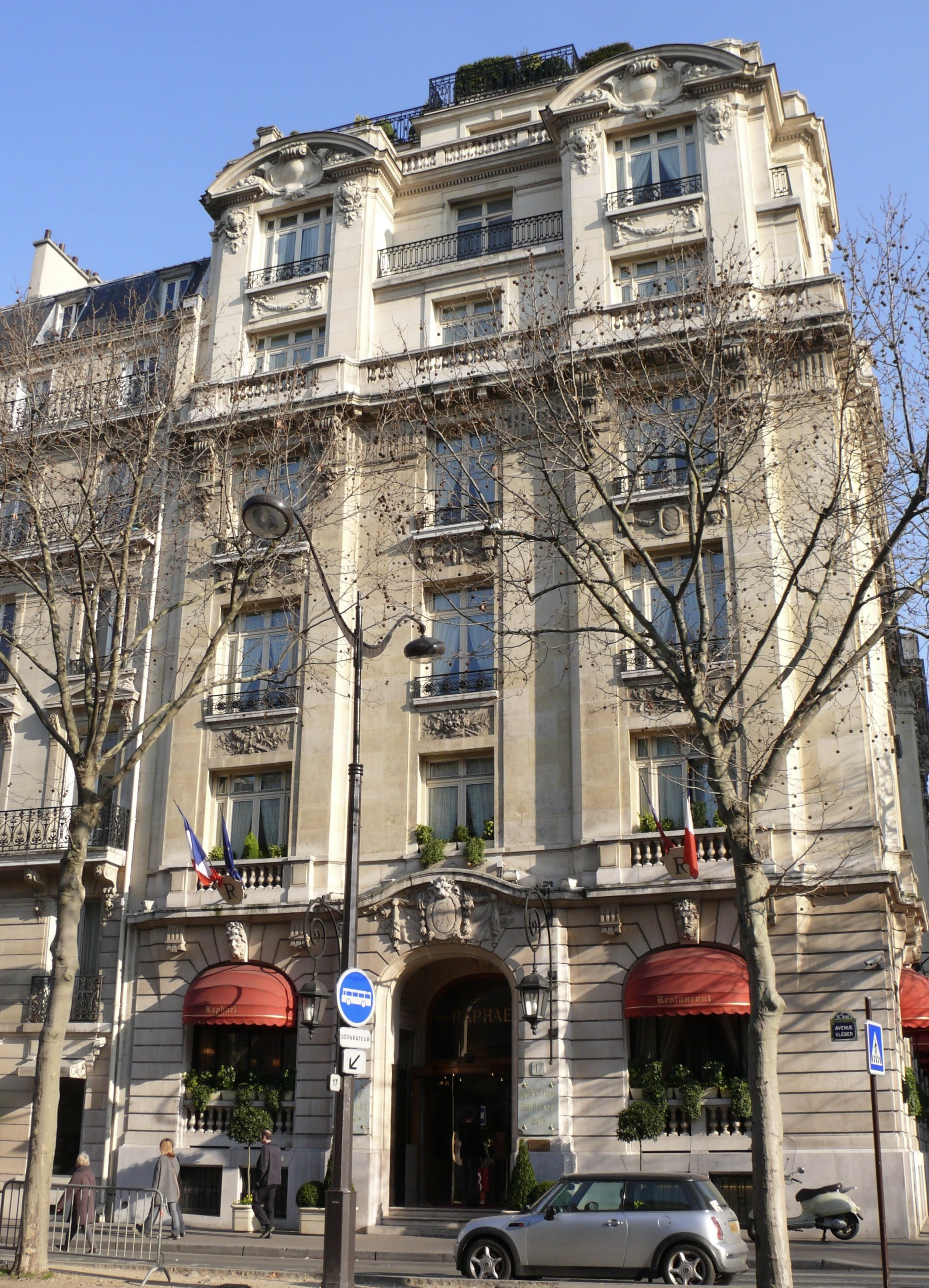
El Hôtel Raphaël en París, que fue usado como Hotel Chevalier para filmar la película.

El director Wes Anderson contactó por primera vez a los actores Schwartzman y Portman para que estuvieran en Hotel Chevalier en 2005. Schwartzman y Anderson habían trabajado previamente en Rushmore (1998), segundo largometraje de Anderson, y habían estado viviendo juntos en el apartamento de Schwartzman en París en los meses previos a la filmación. Portman fue contactada después de que el director obtuvo su dirección de correo electrónico por medio de Scott Rudin, productor de la película de 2004 Closer, en la que ella fue protagonista. Los actores aparecieron de forma gratuita, y Anderson financió el resto de la producción él mismo. Fue filmada en el Hôtel Raphaël en París, que había sido utilizado anteriormente como una locación en las películas Love in Paris (1996) y Place Vendôme (1998). Fue rodada por un equipo de 15 con película de cine de Panavision y accesorios del apartamento de Anderson. El rodaje duró dos días y medio, y la edición (realizada en la computadora de Anderson) una semana más. A pesar del uso de vestuario del prestigioso diseñador de moda Marc Jacobs y una maleta fabricada a mano de Louis Vuitton, el director describió la producción "como hacer una película estudiantil".
Anderson inicialmente tenía la intención de hacer un cortometraje independiente, pero poco antes de que la filmación hubiese comenzado, se dio cuenta de que el personaje de Schwartzman tenía un gran parecido con uno de los protagonistas del largometraje que estaba escribiendo en ese momento. Esa película se comenzaría a producir un año después como Viaje a Darjeeling. Chevalier tiene lugar dos semanas antes de que el personaje de Schwartzman (llamado Jack Whitman en el largometraje) se una a sus dos hermanos mayores en un viaje en la India en Darjeeling. El diálogo entre los personajes al final de Chevalier es contado por el personaje de Schwartzman a sus hermanos al final de la película, en forma de un fragmento de una novela corta que él ha escrito. El personaje de Portman tiene un breve cameo en la película. Fox Searchlight Pictures, el estudio que respaldó Darjeeling, no estaba al tanto del cortometraje hasta que la película se hubo hecho y afirmó no tener ningún interés financiero en el corto.

## Estreno
| "Cuando todo estuvo hecho, yo no quería incorporar el corto en la película. Pero no podía decidir que quería hacer con él. Quería exhibir el corto al principio de la película, pero no siempre. A veces he preferido ver la película sin el corto. Se convirtió en un enigma para mí. Así que al final decidí que me gustaría estrenar la película en Estados Unidos sin el corto, pero me gustaría que toda la gente tenga acceso a él si lo quieren ver primero. Así que pusimos el corto en iTunes". -Wes Anderson, octubre de 2007 |

Hotel Chevalier se proyectó como parte del programa en el estreno mundial de Viaje a Darjeeling en el 64.ª Festival Internacional de Cine de Venecia el 2 de septiembre de 2007. El corto tuvo su propio estreno en Apple Stores en Nueva York, Chicago, San Francisco y Santa Mónica, California, el 25 de septiembre. Anderson, Schwartzman y Portman asistieron a la proyección en SoHo, Nueva York, tras la cual se realizó una sesión de preguntas y respuestas con el público. El corto fue puesto a disposición el día siguiente como una descarga gratuita desde iTunes Store de Apple. El 28 de septiembre, precedió la proyección del largometraje en la noche inaugural del Festival de Cine de Nueva York. Un comunicado de prensa publicado antes del estreno describió al corto como «la coda breve a un trágico romance y el prólogo a The Darjeeling Limited».
El corto fue retirado de iTunes tras haber estado disponible para su descarga durante un mes. Pese a haber sido menospreciado por la columnista de USA Today Susan Wloszczyna, antes de que iTunes lo lanzara, como un entremés que estaba «destinado a ser una mera nota al pie» fue descargado cerca de 500.000 veces durante su estadía en iTunes, y recibió un aplauso generalizado. Tras su retirada de iTunes, el corto fue distribuido en los cines como prólogo de la película de largo metraje. Aunque The New York Times informó en octubre de 2007 que la distribuidora de cine Fox Searchlight Pictures promovió a Chevalier como un competidor para el Óscar al mejor cortometraje, no estuvo entre las candidatas de ese año. Fue incluido como un  extra en el lanzamiento de 2008 en DVD de Darjeeling, y el guion de Anderson para el corto se publicó en el invierno de 2007 en la revista literaria Zoetrope: All-Story.

## Recepción de la crítica
Además de ser uno de los más discutidos cortometrajes del año, Hotel Chevalier atrajo considerables elogios de la crítica, que lo comparó favorablemente con Viaje a Darjeeling. El crítico de Entertainment Weekly, Gary Susman, la describió como «una exquisita  historia corta en la que no se aprende mucho, pero exactamente lo suficiente acerca de estos dos personajes», y agregó que «Chevalier muestra a Anderson trabajando en su modo habitual de joyero/casa de muñecas, pero la forma y la duración realmente se ajustan uno a otro». En New York Press, Armand White considera al corto «emotivo y genuinamente contemporáneo», citando su «patetismo de niña-perdida». La película atrajo cierta atención por las escenas al desnudo de la coprotagonista Natalie Portman, y por el cuerpo maltratado de su personaje. Portman expresó su decepción por este enfoque, diciendo que «realmente me deprimió que la mitad de todas las críticas... eran sobre la desnudez». El episodio hizo que la actriz reconsiderara la conveniencia de este aspecto de su carrera, y posteriormente evitó más apariciones desnuda en el cine.
La actuación de Portman fue elogiada por el crítico de TIME, Richard Corliss, quien la declaró como "una actriz cómica floreciendo" en una "viñeta seductora", y expresó su deseo de que su papel en Darjeeling hubiera sido mucho mejor. La crítica de Stephanie Zacharek de Salon.com estuvo de acuerdo, afirmando que "la historia no contada de Hotel Chevalier es 10 veces más interesante e infinitamente más rica, que la pura y simplemente narrada en Darjeeling", y llamando al corto "casi perfecto". El columnista de The Guardian Danny Leigh comparó la tibia recepción de la película entre los blogueros y los críticos con el "fervor genuino" que recibió el "relato perfectamente moderado" de Chevalier. Opinó que las limitaciones del formato cortometraje le convenían a Anderson, cuyo característico humor inexpresivo, sus diseños muy personales del set y su elección de la banda sonora hubieran agotado la paciencia de los espectadores en una obra de largometraje. A. O. Scott de The New York Times elogió a Chevalier como «una pequeña joya» en comparación con el «maletín muy lleno» de la película, y escribió que «vale la pena buscarlo, no sólo por la precisión como parte de la historia de los hermanos Whitman, sino también porque, por sí sola, es una destilación casi perfecta de talento inquietante e intrigante del enigmático, influyente e irónico Sr. Anderson».